# Кеппел, Алиса
Али́са Фредери́ка Ке́ппел (англ. Alice Frederica Keppel, в девичестве Э́дмонстон (англ. Edmonstone); 29 апреля 1868, Стратблейн, Шотландия, Великобритания — 11 сентября 1947, Беллозгуардо, Италия) — британская аристократка и светская львица, на протяжении многих лет была любовницей короля Эдуарда VII.
Стала одной из самых известных женщин Великобритании эдвардианской эпохи. Её красота и обаяние привлекли внимание принца Уэльского Эдуарда (с 1901 года — короля) в 1898 году. Алиса стала последней любовницей Эдуарда VII, оставаясь ей до конца его жизни. При дворе короля она оказывала на него сильное влияние.
Через свою младшую дочь Соню Кьюбитт Алиса является прабабкой Камиллы, королевы-консорта — любовницы, а затем второй супруги короля Карла III.

## Биография

### Ранняя жизнь

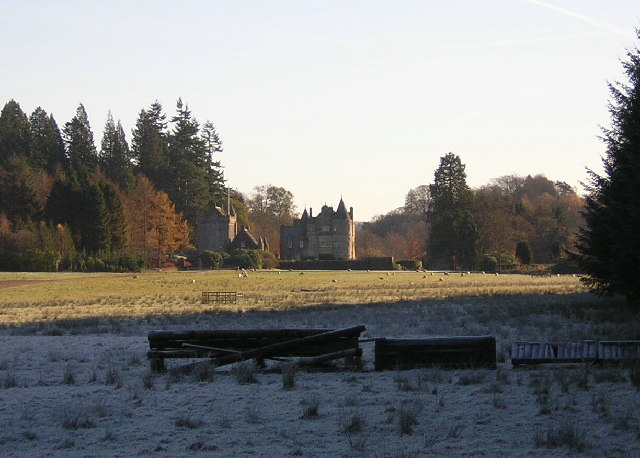
Замок Дунтрит

Алиса Фредерика Эдмонстон, которую в семье называли Фредди, родилась 29 апреля 1868 года в Стратблейне, Шотландия. Её родителями были Уильям Эдмонстон, 4-й баронет (1810—1888) и Мария Елизавета, урождённая Парсонс (1823—1902). Отец Алисы дослужился до чина адмирала Королевского военно-морского флота. Дед Алисы со стороны матери был губернатором Ионических островов. В семье родилось одиннадцать детей, до взрослого возраста дожили девятеро. Алиса была самым младшим ребёнком в семье. В детстве дружила со старшим братом Арчибальдом, разница с которым была два года.
Детство и юность провела в замке Дунтрит. Это поместье принадлежало их семье начиная с XIV века. Замок стал свадебным подарком короля Шотландии Роберта III своей дочери Марии, которая выходила замуж в четвёртый раз за Уильяма Эдмонстона из Каллодена (умер в 1460) — предка Алисы.

### Брак
1 июня 1891 года Алиса в возрасте 23 лет вышла замуж за британского офицера достопочтенного Джорджа Кеппела, бывшего на четыре года старше невесты. Джордж — сын 7-го графа Албемарла и Софии Марии Макнад. Семья Кеппел была известна в Британии своей службой королевской семье, её возвышение началось с 1-го графа Албемарла, близкого друга короля Вильгельма III. В семье Джорджа и Алисы родилось две дочери: Вайолет (1894—1972) и Соня (1900—1986).
Из-за постоянного отсутствия мужа и нехватки денег Алиса стала заводить близкие отношения с богатыми лондонскими мужчинами и аристократами, чтобы её семья смогла участвовать в жизни высшего общества. Первым её любовником стал Эрнст Беккер. Члены семьи Кеппел утверждали, что биологическим отцом первенца супругов стал именно Беккер. После этого у неё был роман со 2-м бароном Алингтоном.

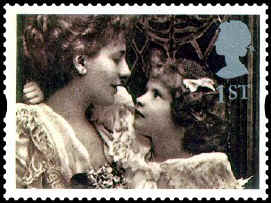
Алиса Кеппел и её дочь Вайолет в 1899 году

Джордж Кеппел сказал о супруге: «Я не возражаю на то, что она делает, при условии, что она возвращается ко мне». Он знал о любовных похождениях Алисы, был к ней сильно привязан, но несмотря на это также заводил много любовниц. Историк Кристофер Хибберт писал, что сам «Джордж очень любил женщин и не возражал по поводу близкой дружбы Алисы с другими мужчинами». Несмотря на обоюдные измены, одна из дочерей четы писала, что брак родителей был «полон любви и смеха». Алиса любила вращаться в высших кругах и вскоре стала одной из самых известных женщин высшего света. Современники описывали её как остроумную, добрую и никогда не теряющую самообладания женщину. Её старшая дочь позже писала, что мать «дарила много радости окружавшим её людям, напоминая ёлку, на которой имелся подарок для каждого».
Сэр Гарольд Эктон писал, что «никто не мог конкурировать с Алисой в высшем обществе, она могла олицетворять собой всю Британию, как живая картина». Алиса Кеппел стала прототипом миссис Рамоны Чейн в романе английской писательницы Виты Сэквилл-Уэст «Эдвардианцы», критикующем высшее общество времён короля Эдуарда VII. Она считалась одной из самых красивых женщин своего времени. Алису описывали женщиной, имеющей алебастровый цвет кожи, большие голубые глаза, тонкую талию, каштановые волосы и большой бюст.

### Любовница короля
В 1898 году Алиса Кеппел встретила наследника престола — принца Уэльского Альберта, — которому тогда было 56 лет. Несмотря на разницу в 26 лет, вскорости они стали любовниками. Супруги Кеппел проживали в графстве Кент, в деревне Восточный Саттон, где постоянно бывал наследник престола. Алиса оставалась любовницей наследника, который с 1901 года взошёл на престол Великобритании и после его восшествия, вплоть до его смерти в 1910 году, была одной из немногих окружавших короля людей, которые могли терпеть его внезапные перепады настроения. При дворе говорили, что она могла сделать из короля капризного, но счастливого человека.
Супруге короля, Александре Датской, нравилась Алиса и она терпела измены мужа. Королева любила её больше, чем предыдущую любовницу супруга Дейзи Гревилл, которая была, по мнению королевы, несдержанной и всегда показывала свой характер. Миллисента Левесон-Гоуэр, единоутробная сестра Дейзи Гревилл, говорила что «король стал более приятным ребёнком, когда сменил любовницу».

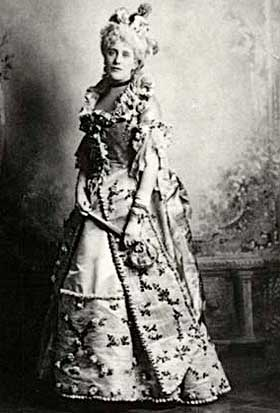
На костюмированном балу в Уорикском замке в 1895 году

Благодаря своей роли при дворе Алиса стала очень богата. Король создал специальный денежный фонд для неё, который обеспечивал её финансовую безопасность. Он передал своей фаворитке 50 000 фунтов стерлингов, что соответствует примерно 7,5 миллионам нынешних фунтов. Муж Алисы получил повышение и стал зарабатывать намного больше. По словам Кристофера Хибберта, «Джордж пошёл работать к Томасу Липтону, который нашел ему работу по просьбе самого короля». Благодаря своему влиянию, Алиса помогла своему брату Арчибальду устроиться на службу во дворец. Позже она взяла все его расходы на свой счёт.
В 1901 году Эдуард стал королём. Алиса стала посредником между ним и его министрами. Она знала, как сделать так, чтобы король выслушал доклады каждого из них, даже если ему было это малоинтересно. Генерал-губернатор Индии вспоминал, как несколько раз король был несогласен с решениями Форин-офиса и через Алису он проводил консультации с королём для урегулирования этих проблем и принятия решений.
Влияние Кеппел было основано на её личных качествах: обладая красотой, обаянием и умея заговорить короля, в политике Алиса поддерживала либералов и выступала посредником между ними и Эдуардом. Какое влияние в политике она имела, неизвестно, но король всегда выслушивал любовницу и от её мнения зависело решение монарха. Биограф[чей?] Реймонд Ламонт-Браун писал, что король полностью ей доверяет. Премьер-министр Генри Асквит и его супруга однажды в письме поблагодарили Алису за мудрые советы королю. Алиса не любила, когда её имя связывали с политикой. В 1933 году Марго Асквит опубликовала мемуары, в которых писала, что «Алиса ненавидела, когда её имя упоминалось в качестве советника короля в политике».
Несмотря на сильное влияние на монарха, Алиса не смогла уговорить его отказаться от курения и употребления тяжёлой пищи. Обеспокоенная состоянием его здоровья, она писала Луишу Пинту де Соверал, португальскому дипломату и близкому другу короля: «Я хочу, чтобы вы попробовали оказать влияние на короля в выборе врача для его колена… делайте то, что сможете для него и, конечно, никому не говорите, что я вам пишу». Смерть короля повергла Алису в истерику. На смертном одре её смогли вынести из комнаты только служащие дворца. Позже она призналась, что не могла себя контролировать в тот момент. Новые король Георг V и королева Мария Текская не посчитали нужным пригласить любовницу бывшего короля на похороны.

### Последующая жизнь
В ноябре 1910 года Алиса вместе с мужем покинули Лондон. По словам Алисы, они покинули столицу из-за образования детей, но в действительности причиной была смерть короля. Семья провела два года за границей, они путешествовали по Дальнему Востоку, были на Цейлоне. По возвращении в Великобританию они купили новый дом на Гросвенор-стрит в Лондоне. Однако долго на родине они не задержались. Вскоре супруги уехали в Италию, где поселились во Флоренции и провели там остаток жизни, купив небольшую виллу. В Лондон чета Кеппел наезжала редко. Вилла делль Омбреллино, которую они купили, была в разные времена домом Галилея, поэта Уго Фосколо и американского учёного Чарльза Элиота Нортона. Британский архитектор Сесил Пинсет занимался небольшой перестройкой виллы для супругов. Алиса разбила на территории виллы английский сад. После смерти родителей виллу унаследовала их дочь Вайолет, которая проживала на ней до своей смерти, ухаживая за домом и садом.

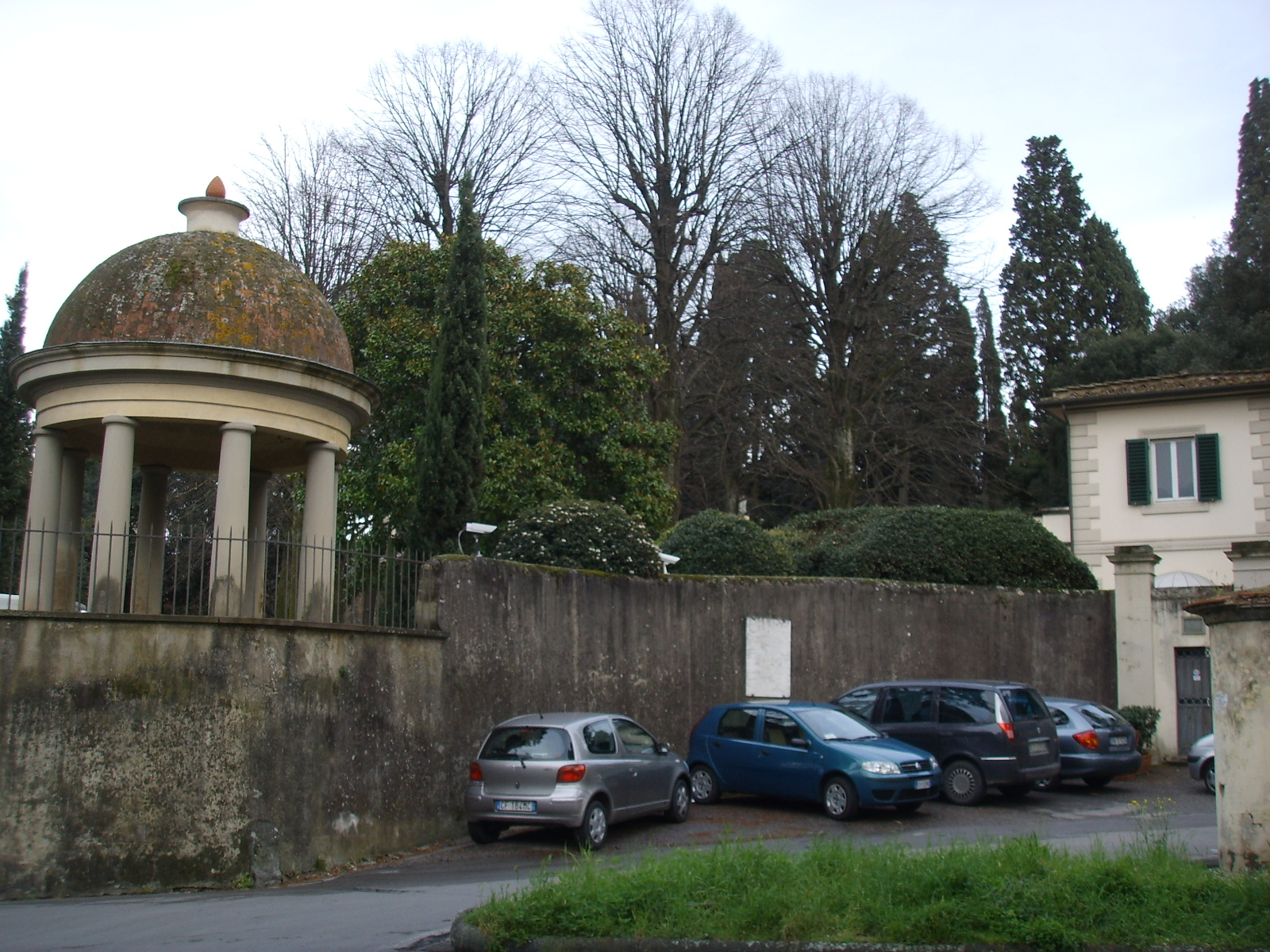
Вилла делль Омбреллино в 2007 году

11 декабря 1936 года король Эдуард VIII, внук Эдуарда VII, отрёкся от британского престола ради брака с дважды разведённой Уоллис Симпсон. Узнав об этом, Алиса сказала: «В мои дни вещи делали намного лучше».
11 сентября 1947 года Алиса Кеппел скончалась от цирроза печени. Муж последовал за ней через два с половиной месяца. Говорили, что Джордж не мог жить без своей супруги, в браке с которой прожил 56 лет. Оба похоронены на флорентийском кладбище Аллори. Позже флорентийцы по неизвестной причине начали рассказывать туристам, что на вилле жил Джордж Кеппел, последний любовник королевы Виктории.
В 1975 году в Великобритании вышел сериал «Эдуард Седьмой», повествующий о жизни и правлении Эдуарда VII. Роль Алисы Кеппел исполнила британская актриса Мойра Редмонд.

## Потомки
Вторая дочь Алисы Кеппел, Соня, стала женой Роланда Кьюбитта, 3-го барона Эшкомба. Дочь Сони Розамунд Мод (1921—1994) вышла замуж за Брюса Шанда и стала матерью Камиллы, жены короля Великобритании Карла III.